# Tasha de Vasconcelos
Tasha Sandra Mota e Cunha de Vasconcelos (Beira, 15 de agosto de 1966) é uma modelo, atriz e embaixadora humanitária luso-canadense nascida em Moçambique. Ela também é embaixadora do Institut Pasteur. Em 2016, ela foi nomeada a Mulher Campeã global da ONU pelo Planeta 50-50 até 2030.

## Biografia

### Infância
De Vasconcelos nasceu na Beira, no Moçambique Português, filha de pai português-angolano (seus avós paternos eram do norte de Portugal) e mãe de ascendência britânica. A sua família foi obrigada a fugir de duas revoluções: uma primeira, naquele país, quando ela tinha 8 anos, e depois uma segunda, aos 14, da Rodésia. Mudaram-se para o Canadá em 1980, onde de Vasconcelos estudou Relações Internacionais na Universidade da Colúmbia Britânica.

### Carreira de modelo
Aos 19 anos, de Vasconcelos foi descoberta por um olheiro da Elite Model Management e iniciou a carreira de modelo. Ela começou na cidade de Nova York e adotou o nome Tasha por sugestão de seu agente. Ela trabalhou para muitas marcas diferentes, incluindo Dolce & Gabbana e Van Cleef & Arpels, e principalmente para Dior e Yves Saint Laurent.

### Atuando
A carreira de ator de Vasconcelos começou com um papel no filme francês Riches, belles etc., em 1998. Ela então ingressou no Cours Florent, depois na Central School of Speech and Drama, em Londres, e no Actors Studio, em Los Angeles.
Ela apareceu em várias séries de televisão no início de 2000. Ela atuou na série Sunburn da BBC One e interpretou Lauren em cinco episódios de Perfect World em 2000. No ano seguinte ela apareceu em Largo Winch e no remake de Murder on the Orient Express para a Columbia Broadcasting System. Ela apareceu em Relic Hunter e na série de televisão Dinotopia em 2002, e como Condessa Alexandra no longa-metragem Johnny English, dirigido por Peter Howitt e lançado em 2003. No mesmo ano, ela apareceu em Atração Fatal e Dot the I. Ela apareceu no telefilme Une suite pour deux, exibido em setembro de 2008 pelo canal francês TF1.
Atuou na peça Camino Real de Tennessee Williams, no teatro Tristan Bates, em Londres.

## Trabalho humanitário
Desde 1996, ela tem promovido ativamente programas de saúde em todo o mundo, inclusive no continente africano.
Ela começou seu trabalho em 1996, após um chamado de Nelson Mandela, ela foi para a África do Sul para apoiar a Fundação Nelson Mandela Children e depois em 1999 com a missão do UNICEF na Bolívia e na Argélia para apoiar vários projetos infantis com o UNAIDS.Em 2005 regressou a Moçambique com a ONUSIDA noutra missão ao seu país natal. Em março de 2006, a modelo fundou a AMOR (Aide Mondiale Orphelins Réconfort), uma fundação para reduzir a taxa de mortalidade materna em Kasese, no Malawi, e a transmissão da AIDS de mãe para filho. Em 2009, foi inaugurada a maternidade. A AMOR foi inicialmente apoiada pelo ator americano Paul Newman e pelo príncipe Albert II de Mônaco. De Vasconcelos foi nomeada primeira e única embaixadora do Instituto Pasteur em abril de 2009, e no ano seguinte, em março, dia 8, foi nomeada pelo presidente José Manuel Durão Barroso embaixador da União Europeia para o Combate à Pobreza e à Exclusão Social. Em novembro de 2010, Tasha de Vasconcelos discursou no Fórum Feminino de Deauville. Em março de 2011, no Dia Internacional da Mulher em Paris, bem como em 23 de junho de 2012 em Villepinte, Tasha de Vasconcelos falou a favor dos Refugiados Achraf.Ela recebeu uma homenagem humanitária da UNESCO em 2005. Ela foi nomeada embaixadora humanitária na União Europeia em 2010 e depois recebeu o Prêmio CONDENAST Glamour Beauty / Humanitário em 2011. Em 2013 foi nomeada cônsul honorária do Malawi em Mônaco, onde reside..
Em janeiro de 2016, selecionada pelas Nações Unidas como Mulher Campeã global da ONU pelo Planeta 50-50 até 2030, Tasha de Vasconcelos declarou:
"A minha missão será a sensibilização para a saúde da mulher e as questões de género e as mulheres refugiadas e migrantes. Apoiar e capacitar as mulheres a nível global."

### Resumo do trabalho humanitário e de caridade

#### Trabalho humanitário:
- 1996: 	Missão humanitária com Nelson Mandela, Pretória, África do Sul
- 1999:	Missão humanitária da UNICEF, Bolívia
- 2000:	Missão humanitária da UNICEF, Argélia
- 2005:	Honra humanitária da UNESCO concedida pelo secretário-geral
- 2006:	Missão da ONUSIDA em Moçambique
  - Março: fundou a AMOR (Aide Mondiale Orphelins Reconfort) para reduzir a mortalidade materna e ajudar órfãos e crianças em todo o mundo através de cuidados de saúde e educação, especialmente em África.
- 2009:	15 de abril: foi inaugurada a primeira maternidade AMOR em Kasese, Malawi, com o Príncipe Alberto II do Mónaco.
- 2009:	27 de abril: nomeado primeira Embaixadora do Instituto Pasteur (onde o vírus da SIDA foi identificado pela primeira vez), Paris, França.
- 2010:	8 de março: nomeada Embaixadora Humanitária da União Europeia para combater a pobreza e a exclusão social, Bruxelas, Bélgica.
- 2010:	Novembro: Palestrante, Fórum das Mulheres, Deauville, França.
- 2011:	Março: Palestrante, Dia Internacional da Mulher em nome dos refugiados no Iraque.
- 2012:	Junho: novo discurso em Villepinte, França, em nome dos refugiados iraquianos.
- 2013:	Nomeada Cônsul Honorária do Malawi em Mônaco
- 2014:	9 de novembro: palestrante sobre ‘Audacity’, Cité de la Réussite, La Sorbonne, Paris, França.
- 2015:	Parceria oficial com a AMOR e o Governo Principesco do Mónaco.
- 2015:	Projeto conjunto para escola para meninas com o Vaticano.
- 2016:	7 de janeiro: oficialmente nomeada a Mulher Campeã global da ONU pelo Planeta 50-50 até 2030.[1][2]

#### Ajuda concreta prestada através da AMOR:
- 2007:	Colégio Infantil: orfanato que presta ajuda prática a mães e crianças órfãs, Beira, Moçambique.
- 2009:	A primeira maternidade no Malawi foi inaugurada em Kasese em associação com a Lifeline Malawi.
- 2010:	Clínicas móveis de extensão estabelecidas no Malawi
- 2012:	Clínica oftalmológica Nandumbo estabelecida, Nanthomba, Malawi
- 2013:	22 toneladas de equipamento médico e pediátrico enviadas para o Malawi
- 2013:	Segunda maternidade do Malawi é inaugurada em Zomba
- 2014:	A primeira escola no Malawi, a Escola Primária Nanthomba, foi inaugurada em Liwonde em associação com a Help Malawi
- 2014:	Terceira maternidade do Malawi é inaugurada em Machinga
- 2015:	A quarta maternidade de Thyolo foi inaugurada com o apoio do Governo do Príncipe de Mônaco.
- 2015:	Um milhão de árvores plantadas no Malawi com a comunidade local e escolas. Esta ação foi apoiada pela Fundação Príncipe Albert II de Mônaco.

## TV recente e outras mídias
- 2010:	La Belle Humanitaire, documentário de 52 minutos, France Télévisions[10]
- 2011:	Autobiografia, Beauty as a Weapon publicada, Michel Lafon, Paris, França
- 2013:	Reportagem da Sky News de Londres, Reino Unido
- 2013:	Reportagem especial da televisão de Mônaco da África
- 2013:	Reportagem da Sky News de Mônaco
- 2013:	CCTV China, Relatório Especial
- 2014:	Reportagem especial da televisão de Mônaco
- 2014:	Reportagem especial da CNN, ao vivo de Londres, Reino Unido
- 2014:	‘Reportagem especial de TV da Arise Africa, ao vivo de Londres, Reino Unido
- 2014:	Reportagem especial da TVC News Live Africa
- 2014:	CCTV China, reportagem especial Hora de notícias
- 2015:	Reportagem especial da televisão de Mônaco